# Fépin
Fépin é uma comuna francesa na região administrativa de Grande Leste, no departamento Ardenas. Estende-se por uma área de 5,84 km². Em 2010 a comuna tinha 269 habitantes (densidade: 46,1 hab./km²).